# 木村都那
霧宮天（1993年2月15日—），出生於東京都，為日本前AV女優，現Cosplayer，隸屬於Vanquish。曾用名木村都那（木村つな）別名為、和和泉千佳。現已專職角色扮演藝人Cosplayer。

## 簡介
2012年2月進入日本AV界，在HMJM拍下出道作。木村都那自出道以來已拍下超過120部作品。

2017年2月宣布引退 引退後的他轉型為角色扮演(cosplay)的玩家，並改名為「霧宮天（霧宮てん）」

## 电视节目
牙狼〈GARO〉-魔戒之花-（日语：牙狼＜GARO＞～魔戒ノ花～ 2014，东京电视台）饰演ヨウ

## 外部連結
- 霧宮てん(霧宮天)Twitter （页面存档备份，存于）（日語）
- 18歲萌系AV女優 木村つな 149公分的性感小甜心情色寫真 （页面存档备份，存于）（中文）
- 木村つなのブログだうｯｯ （页面存档备份，存于）（日語）